# Мюррей, Девон
Де́вон Майкл Мюрре́й (англ. Devon Michael Murray; 28 октября 1988, Килдэр, Ирландия) — ирландский актёр, наиболее известный ролью Симуса Финнигана в  серии фильмов о Гарри Поттере.

## Биография
Девон Майкл Мюррей родился 28 октября 1988 года в Килдэре (Ирландия) в семье Майкла и Федельмы Мюррей.
В 6 лет он впервые снялся в рекламе,а  затем появился в фильме «Всё о моём отце» (1998) с Эйданом Куинном в главной роли. В 1999 году он  сыграл заметную роль в фильме «Прах Анджелы», а  в 2000 году появился в телефильме «Вчерашние дети».
В 2001 он получил второстепенную роль Симуса Финнигана в фильме «Гарри Поттер и философский камень», которую затем сыграл в 7 следующих частях киносаги. Эта роль принесла ему всемирную известность.

## Личная жизнь
С 2018 года Девон встречается с Шеннон МакКэфри Куинн. В июле 2020 года актёр  сообщил, что они ожидают рождения ребёнка. Ребёнок родился 2 января 2021 года и получил имя Купер Майкл Мюррей, о чём актёр оповестил в своём Instagram.

## Фильмография
| Год  |     | Русское название                    | Оригинальное название                         | Роль                   |
| ---- | --- | ----------------------------------- | --------------------------------------------- | ---------------------- |
| 1998 | ф   | Всё о моём отце                     | This Is My Father                             | Кристи                 |
| 1999 | ф   | Прах Анджелы                        | Angela's Ashes                                | Middle Malachy         |
| 2000 | тф  | Вчерашние дети                      | Yesterday's Children                          | молодой Джеффри Саттон |
| 2001 | ф   | Гарри Поттер и философский камень   | Harry Potter and the Philosopher's Stone      | Симус Финниган         |
| 2002 | ф   | Гарри Поттер и тайная комната       | Harry Potter and the Chamber of Secrets       | Симус Финниган         |
| 2004 | ф   | Гарри Поттер и узник Азкабана       | Harry Potter and the Prisoner of Azkaban      | Симус Финниган         |
| 2005 | ф   | Гарри Поттер и Кубок огня           | Harry Potter and the Goblet of Fire           | Симус Финниган         |
| 2007 | ф   | Гарри Поттер и Орден Феникса        | Harry Potter and the Order of the Phoenix     | Симус Финниган         |
| 2008 | кор | Рыбное место                        | Gone Fishing                                  | молодой Билл           |
| 2009 | ф   | Гарри Поттер и Принц-полукровка     | Harry Potter and the Half-Blood Prince        | Симус Финниган         |
| 2010 | ф   | Гарри Поттер и Дары Смерти. Часть 1 | Harry Potter and the Deathly Hallows: Part 1  | Симус Финниган         |
| 2011 | ф   | Гарри Поттер и Дары Смерти. Часть 2 | Harry Potter and the Deathly Hallows – Part 2 | Симус Финниган         |